# Aulidiotis
Aulidiotis is een geslacht van vlinders van de familie tastermotten (Gelechiidae).

## Soorten
- A. bicolor Moriuti, 1977
- A. phoxopterella (Snellen, 1903)